# Карпанеа (Комо)
Карпанеа је насеље у Италији у округу Комо, региону Ломбардија.
Према процени из 2011. у насељу је живело 187 становника. Насеље се налази на надморској висини од 242 м.